# Harlekijnichtyose
Harlekijnichtyose (ook wel bekend als, ichthyosis congenita, ichthyosis fetalis, keratosis diffusa fetalis, ichthyosis congenita gravior), alsook bonte baby is een aangeboren afwijking die zich karakteriseert door een abnormale verdikking van de keratinelaag van de huid bij een menselijke foetus. De huid van een foetus met deze afwijkingen kenmerkt zich door grote, ruitvormige schubben, die vaak een rode kleur hebben. Veelal komt het voor dat ook de ogen, oren, penis en ledematen zich niet naar behoren kunnen ontwikkelen en daardoor het ongeboren kind problemen krijgt met de primaire functies van het lichaam.
Het overschot aan keratine zorgt er overigens ook voor, dat het ongeboren kind zich maar gelimiteerd kan bewegen. Doordat de huid vrij gemakkelijk scheurt op plaatsen waar veel bewegingen plaatsvinden, is het risico op bacteriële infecties en andere huidaandoeningen vaak groot. Indien deze niet op de juiste manier verzorgd worden, bestaat er een reële kans op een dodelijke infectie.
De naam harlekijnichtyose is afgeleid van het Harlekijnkostuum dat gebruikt wordt in de Commedia dell'arte. De ruitvormen op het harlekijnkostuum komen veelal overeen met de schubben die te vinden zijn op de huid van harlekijnpatiënten. De ziekte kan al in vroeg stadium ontdekt worden middels een foetale huidbiopsie en de analyse van een vruchtwaterpunctie. Bovendien kunnen artsen de diagnose ook stellen door middel van een echografie alsook een 3D-echografie.
De ziekte wordt geassocieerd met een mutatie van het ABCA12-gen.

## Symptomen
Harlekijnpatiënten kenmerken zich door abnormale vervormingen van de schedel en ernstige afwijkingen in het gezicht. De oren zijn veelal onderontwikkeld of soms zelfs in het geheel afwezig, alsook de neus. De oogleden staan meestal binnenstebuiten gekeerd (ectropion), wat er uiteindelijk voor zorgt dat de ogen en het gebied eromheen zeer gevoelig zijn voor infecties. De lippen, omhoog getrokken door de zeer droge huid, staan in de vorm van een brede grijns (eclabium). Armen, voeten en vingers zijn in de meeste gevallen dusdanig vervormd en verkleind dat de patiënt ze niet meer kan buigen. De aanwezigheid van hypoplasie zorgt ervoor dat de patiënt niet de mogelijkheid heeft om objecten vast te pakken, en in sommige gevallen zelfs nauwelijks kan aanraken. Polydactylie, een aandoening waarbij meer dan het normale aantal vingers en tenen aan handen en voeten zitten komt daarnaast ook geregeld voor bij harlekijnpatiënten.
Harlekijnpatiënten zijn zeer gevoelig voor veranderingen in temperatuur als gevolg van hun harnasachtige gebarsten huid, waardoor het lichaam niet middels zweet de temperatuur kan regelen. Uiteindelijk kan dit leiden tot een hyperthermische aanval. Een normale ademhaling is ook nagenoeg onmogelijk vanwege de dikke huid, die de borstkas belemmert uit te zetten en daardoor onvoldoende lucht binnen gekregen kan worden. Daarnaast komt het ook voor dat harlekijnpatiënten uitgedroogd zijn, doordat de dikke huid niet goed vocht binnen kan houden.

## Diagnose
De diagnose van harlekijnichtyose is gebaseerd op een lichamelijk onderzoek alsook bepaalde laboratoriumonderzoeken, waaronder een huidonderzoek bij de geboorte. Dit is van vitaal belang voor de eerste diagnose van harlekijnichtyose. Het lichamelijke onderzoek toont de afwijkende kenmerken en symptomen in de huid van de pasgeborene. Abnormale afwijkingen in de huid resulteren er meestal in dat er diagnostische tests uitgevoerd worden om de diagnose van harlekijn te bevestigen. Een genetische test is de specifiekste en betrouwbaarste test om de constatering van harlekijn te bevestigen. Deze test toont een mutatie op het ABCA12-gen. Dit gen is verantwoordelijk voor de regulatie van eiwitsynthese tijdens de ontwikkeling van nieuwe huidlagen. Mutaties in dit gen verminderen het transport van lipiden in de nieuwe huidlaag, wat uiteindelijk kan leiden tot het inkrimpen van de eiwitten die verantwoordelijk zijn voor de ontwikkeling van de huid. Een biopsie van de huid kan worden gedaan om de histologische kenmerken van de huidcellen te bestuderen. De resultaten van deze histologische test onthullen meestal hyperkeratotische huidcellen wat uiteindelijk leidt tot een dikke harde huidlaag.

## Behandeling en prognose
In het verleden leidde deze afwijking altijd tot de dood, als gevolg van uitdroging, infecties (bloedvergiftiging), alsook ademnood door het gebrek van bewegingsruimte voor de borstkas. De meest voorkomende doodsoorzaak bij harlekijnpatiënten was een systemische infectie waardoor patiënten zelden langer leefden dan een paar dagen.
Echter, er zijn verbeteringen in de verzorging van harlekijnpatiënten. Met name retinoïde zoals het medicijn Isotretoïne (Isotrex) heeft voor veel harlekijnpatiënten een significante verbetering in de kwaliteit van leven opgeleverd. De oudste bekende overlevende van harlekijn is Nusrit "Nelly" Shaheen, die geboren werd in 1984 en nog steeds in relatief goede gezondheid is. De levensverwachting van patiënten met harlekijn is echter nog niet vastgesteld met de nieuwe behandeling op basis van retinoïde-medicatie.
Een studie gepubliceerd in 2011 in de "Archives of Dermatology" stelde dat "harlekijnichtyose beschouwd moet worden als een ernstige chronische aandoening die niet altijd fataal afloopt. Met de verbeterde neonatale zorg en de vroege introductie van orale retinoïde-medicatie wordt de levensverwachting van patiënten met, en dus ook het aantal overlevenden van harlekijn drastisch verhoogd."

## Geschiedenis
De ziekte is bekend sinds 1750, en werd voor het eerst beschreven in het dagboek van een geestelijke uit Charleston, Zuid Carolina (ref. Oliver Hart)
"Op Donderdag 5 april 1750, ging ik naar een zeer betreurenswaardig voorwerp van een kind, geboren in de afgelopen nacht als een van Mary Evans in 'Chas'town. Het was verrassend voor eenieder die het zag, en ik weet nauwelijks hoe ik het moet beschrijven. De huid was droog en hard en leek gescheurd op vele plaatsen, het leek enigszins op de schubben van een vis. De mond was groot en rond en open, het had geen uitwendige neus, maar daar waar de neus hoorde te zijn, waren nu twee gaten. De ogen leken brokken gestold bloed te zijn ongeveer de grootte van een pruim. Afzichtelijk om te zien. Het had geen uitwendige oren, maar gaten waar de oren zouden moeten zijn. De handen en voeten leken te zijn opgezwollen, stonden verkrampt omhoog en voelden heel hard. Het achterste deel van het hoofd was open. Het maakte een vreemd soort geluid, zeer laag, wat ik niet kan beschrijven. Het leefde ongeveer achtenveertig uur en leefde nog toen ik het zag."

## Opmerkelijke gevallen
- Nusrit "Nelly" Shaheen (geboren in 1984) is de oudste bekende overlevende met de aandoening. Ze woont in het Verenigd Koninkrijk en was een van negen kinderen. Vier van haar acht broers en zussen hadden ook last van de aandoening, maar stierven als jonge kinderen. Nelly heeft een actieve levensstijl, en studeert sport coaching en leiderschap aan het Hereward College.[4][7]
- Hunter Steinitz (geboren in 1994) is een van de slechts twaalf Amerikanen die lijden aan de aandoening en wordt geprofileerd in een programma van National Geographic Channel "Extraordinary Humans: Skin"-special.[8]

## Meer informatie
- Akiyama M (1999). The pathogenesis of severe congenital ichthyosis of the neonate. J Dermatol Sci. 21 (2): 96–104. PMID 10511478. DOI: 10.1016/S0923-1811(99)00024-9.
- Moskowitz DG, Fowler AJ, Heyman MB, et al. (2004). Pathophysiologic basis for growth failure in children with ichthyosis: an evaluation of cutaneous ultrastructure, epidermal permeability barrier function, and energy expenditure. J Pediatr. 145 (1): 82–92. PMID 15238912. DOI: 10.1016/j.jpeds.2004.03.052.

## Voetnoten
1. ↑  Everdingen, J.J.E. van, Eerenbeemt, A.M.M. van den (2012). Pinkhof Geneeskundig woordenboek (12de druk). Houten: Bohn Stafleu Van Loghum.
2. 1 2 3  Rapini, Ronald P.; Bolognia, Jean L.; Jorizzo, Joseph L. (2007). Dermatology: 2-Volume Set. Mosby, St. Louis. ISBN 1-4160-2999-0.
3. ↑  Kelsell DP, Norgett EE, Unsworth H, et al. (May 2005). Mutations in ABCA12 underlie the severe congenital skin disease harlequin ichthyosis. Am. J. Hum. Genet. 76 (5): 794–803. PMID 15756637. PMC 1199369. DOI: 10.1086/429844.  Gearchiveerd van origineel op 26 april 2020.
4. 1 2  Alison Jones, Nelly was a real diamond girl. Birmingham Post (May 9, 2008). Gearchiveerd op 3 juni 2012. Geraadpleegd op 10 november 2008.
5. ↑  Rajpopat, S, Moss, C; Mellerio, J; Vahlquist, A; Gånemo, A; Hellstrom-Pigg, M; Ilchyshyn, A; Burrows, N; Lestringant, G; Taylor, A; Kennedy, C; Paige, D; Harper, J; Glover, M; Fleckman, P; Everman, D; Fouani, M; Kayserili, H; Purvis, D; Hobson, E; Chu, C; Mein, C; Kelsell, D; O'Toole, E (2011 Jun). Harlequin ichthyosis: a review of clinical and molecular findings in 45 cases.. Archives of dermatology 147 (6): 681–6. PMID 21339420.
6. ↑  J. I. Waring, M.D., "Early Mention of a Harlequin Fetus in America", American Journal of Diseases of Children, Vol. 43 No. 2, February 1932
7. ↑  Harlequin Ichthyosis. Geraadpleegd op 10 november 2008.
8. ↑  Sean D. Hamill, City girl aims to educate about her skin disease. Pittsburgh Post-Gazette (June 27, 2010). Gearchiveerd op 30 juni 2010. Geraadpleegd op 27 juni 2010.